# James McCrae
James Clark Fulton McCrae (também mencionado como Mc Rea,Mc Cabe,Mc Cray e McRae) (2 de setembro de 1894 — 3 de setembro de 1974) foi um futebolista e técnico de futebol escocês.

## Carreira

### Como jogador
Nascido em Bridge of Weir, McCrae começou sua carreira no Clyde em 1912, mas sua carreira como jogador foi interrompida pela Primeira Guerra Mundial. Durante a guerra, ele se juntou aos Grenadier Guards, chegando a jogar pelo time de futebol deles. Em 1919, McCrae foi para o West Ham United, passando depois por Bury, Wigan Borough, New Brighton, Manchester United e Watford, somando 187 aparições na Football League em oito anos. Depois, McCrae jogou pelo Third Lanark antes de se aposentar em 1929 no mesmo Clyde em que começara.

## Carreira como Técnico
McCrae foi o técnico da Seleção do Egito na Copa do Mundo de 1934,e também treinou o İstanbulspor na Turquia, em 1941 e o Fram Reykjavík de 1946 até 1948.